# Liste der Straßen und Plätze in Großluga

Lage der Gemarkung Großluga in Dresden

Die Liste der Straßen und Plätze in Großluga beschreibt das Straßensystem im Dresdner Stadtteil Großluga mit den entsprechenden historischen Bezügen. Aufgeführt sind Straßen, die im Gebiet der Gemarkung Großluga liegen. Kulturdenkmale in der Gemarkung Großluga sind in der Liste der Kulturdenkmale in Großluga aufgeführt.
Großluga ist Teil des statistischen Stadtteils Lockwitz, der wiederum zum Stadtbezirk Prohlis der sächsischen Landeshauptstadt Dresden gehört. Der äußerste Norden des Stadtteils zählt jedoch zum Stadtbezirk Leuben. Wichtigste Straße in der Gemarkung ist die Dohnaer Straße, die Staatsstraße 172. Insgesamt gibt es in Großluga 18 benannte Straßen und Plätze, die in der folgenden Liste aufgeführt sind.

## Legende
Die nachfolgende Tabelle gibt eine Übersicht über die vorhandenen Straßen und Plätze im Ortsteil sowie einige dazugehörige Informationen. Im Einzelnen sind dies:
- Name/Lage: Aktuelle Bezeichnung der Straße oder des Platzes sowie unter ‚Lage‘ ein Koordinatenlink, über den die Straße oder der Platz auf verschiedenen Kartendiensten angezeigt werden kann. Die Geoposition gibt dabei ungefähr die Mitte der Straße an.
- Länge/Maße in Metern: Die in der Übersicht enthaltenen Längenangaben sind nach mathematischen Regeln auf- oder abgerundete Übersichtswerte, die in Google Earth mit dem dortigen Maßstab ermittelt wurden. Sie dienen eher Vergleichszwecken und werden, sofern amtliche Werte bekannt sind, ausgetauscht und gesondert gekennzeichnet. Bei Plätzen sind die Maße in der Form a × b dargestellt. Der Zusatz ‚im Stadtteil‘ bzw. ‚im Ortsteil‘ gibt an, wie lang die Straße innerhalb des Stadt-/Ortsteils ist, sofern sie durch mehrere Stadt-/Ortsteile verläuft.
- Namensherkunft: Ursprung oder Bezug des Namens.
- Jahr der Benennung: Zeitpunkt, zu dem die Straße ihren heute gültigen Namen erhielt (sofern bekannt).
- Anmerkungen: Weitere Informationen bezüglich anliegender Institutionen, der Geschichte der Straße, historischer Bezeichnungen, Baudenkmalen usw.
- Bild: Foto der Straße.

## Straßenverzeichnis
| Name/Lage                    | Länge/Maße | Namensherkunft                                                                        | Jahr der Benennung | Anmerkungen | Bild         |
| ---------------------------- | ---------- | ------------------------------------------------------------------------------------- | ------------------ | --- | ------------ |
| Am Feldweg Lage              |            | Lage an einem Feldweg                                                                 |                    | |              |
| An der Niederung Lage        |            | Lage an der Niederung des Maltengrabens                                               | 2000               | |              |
| Binsenweg Lage               |            | Binsen                                                                                | 2000               | |              |
| Bosewitzer Straße Lage       |            | Bosewitz, nahegelegener Ortsteil der Nachbarstadt Dohna                               |                    | |              |
| Dohnaer Straße Lage          |            | Dohna, Nachbarstadt                                                                   |                    | Die Dohnaer Straße ist die Staatsstraße 172.                                                                    |              |
| Heidenauer Straße Lage       |            | Heidenau, Nachbarstadt                                                                |                    | |              |
| Irisweg Lage                 |            | Iris, botanischer Name der Schwertlilien                                              | 2000               | |              |
| Kleinlugaer Straße Lage      |            | Kleinluga                                                                             |                    | Die Kleinlugaer Straße ist Teil des alten Kommunikationswegs von Luga ins nördlich benachbarte Großzschachwitz. |              |
| Krebser Straße Lage          |            | Krebs, Ortsteil der Nachbarstadt Dohna                                                |                    | |              |
| Lugaer Platz Lage            |            | Luga                                                                                  |                    | Der Lugaer Platz ist der alte Dorfplatz des als Rundweiler entstandenen Ortes Großluga.                         | Lugaer Platz |
| Lugaer Straße Lage           |            | Luga                                                                                  |                    | Die Lugaer Straße ist Teil des alten Kommunikationswegs von Luga ins nordwestlich benachbarte Niedersedlitz.    |              |
| Narzissenweg Lage            |            | Narzissen                                                                             |                    | |              |
| Oskar-von-Miller-Straße Lage |            | Oskar von Miller (1855–1934), deutscher Bauingenieur                                  |                    | |              |
| Peter-Vischer-Straße Lage    |            | Peter Vischer der Ältere (um 1460–1529), Bildhauer und Erzgießer                      |                    | |              |
| Querstraße Lage              |            | Querender Verlauf zur Kleinlugaer Straße                                              |                    | |              |
| Riedgrasweg Lage             |            | Riedgras                                                                              | 2000               | |              |
| Seerosenweg Lage             |            | Seerosen                                                                              | 2000               | |              |
| Werkstraße Lage              |            | Werk (Fabrik) von Kelle & Hildebrandt, jetzt SBS, auf dessen Haupteingang sie zuführt |                    | |              |